# Lubrifiant solide
Pour un article plus général, voir Lubrifiant (mécanique).
 (janvier 2022).
Si vous disposez d'ouvrages ou d'articles de référence ou si vous connaissez des sites web de qualité traitant du thème abordé ici, merci de compléter l'article en donnant les références utiles à sa vérifiabilité et en les liant à la section « Notes et références ».

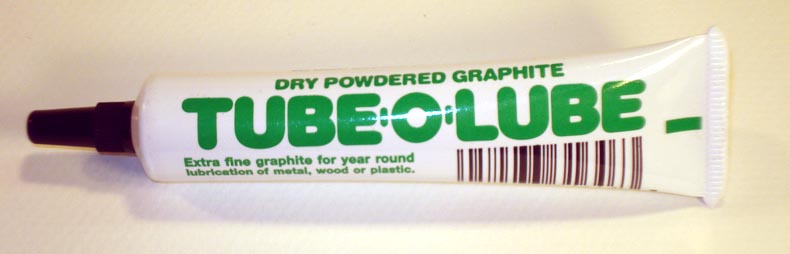
Tube de lubrifiant solide à base de graphite

En construction mécanique, les lubrifiants solides sont des produits solides servant de lubrifiant. 

## Exemples

### PTFE
Le plus connu du grand public est le polytétrafluoroéthylène PTFE, appelé aussi téflon, qui sert de revêtement antiadhésif pour les ustensiles de cuisine, pour étancher un pas de vis en robinetterie, ou pour faciliter le déplacement des meubles (système Glisse-dôme). 

### Graphite
Un autre lubrifiant solide très connu est le graphite, un allotrope du carbone. Il est utilisé notamment en construction mécanique pour les pièces de frottement, les joints d'étanchéité, comme produits lubrifiants.

### Disulfure de molybdène
La molybdénite (disulfure de molybdène) est aussi très utilisée comme lubrifiant solide grâce à sa structure cristalline lamellaire. Le disulfure de molybdène sous forme de particules de 1 à 100 μm de diamètre est un lubrifiant solide couramment employé. Il existe peu d'alternatives ayant à la fois de bonnes propriétés lubrifiantes et une bonne stabilité thermique jusqu'à 350 °C en milieu oxydant. Les tests de friction réalisés à l'aide d'une pointe sur un disque donnent comme coefficient de frottement à faible charge (0,1 à 2 N) des valeurs inférieures à 0,1.
Le disulfure de molybdène entre souvent dans la composition de mélanges ou de matériaux composites dont les surfaces doivent présenter une friction faible. C'est par exemple le cas des matières plastiques, pour lesquels l'addition de MoS2 conduit à la formation de composites à la résistance et aux propriétés de friction améliorées. Le nylon, le polytétrafluoroéthylène et le Vespel (en) comptent parmi les polymères organiques susceptibles d'être chargés de MoS2. On utilise également des revêtements auto-lubrifiants appliqués par dépôt chimique en phase vapeur pour les applications à haute température.
Des lubrifiants à base de disulfure de molybdène sont utilisés par exemple avec les moteurs à deux temps, les freins à rétropédalage de bicyclette, les joints de transmission, les cardans et les balles d'armes à feu. Il est aussi utilisé comme revêtement sur les filets de vis et écrous.

### Autres
Le bronze fait partie des métaux auto-lubrifiés, c'est-à-dire ne nécessitant pas l'apport d'un lubrifiant extérieur.